# Kopalnia Węgla Kamiennego Bielszowice
Kopalnia Węgla Kamiennego Bielszowice – kopalnia węgla kamiennego znajdująca się w Rudzie Śląskiej, w dzielnicy Bielszowice. Obszar górniczy, na którym prowadzona jest eksploatacja jest położony na terenie trzech miast: Zabrza, Rudy Śląskiej i Mikołowa. Na terenie kopalni zachowała się zabytkowa cechownia z wieżą zegarową i drewnianą konstrukcją empory. Wieża zwieńczona jest miedzianym dachem w kształcie hełmu pruskiego.

## Historia

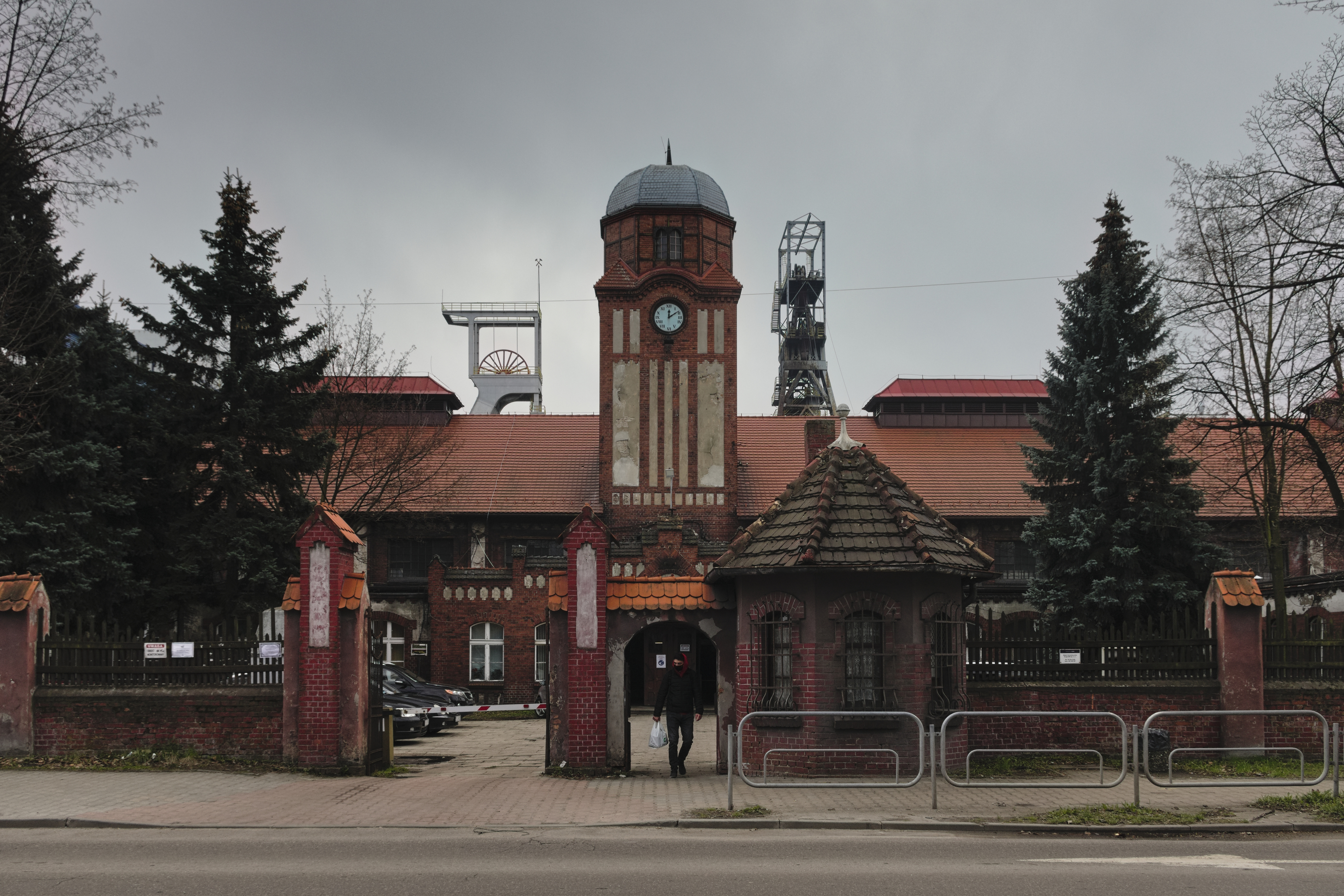
Zabytkowa cechownia i portiernia kopalni Bielszowice (2021)

Kopalnia została zbudowana w latach 1896–1904 przez skarb państwa pruskiego. Składała się z kopalni „Guido”, „Gewalt” i pól górniczych: „Königin Luise”, „Zero”, „Double Zero”, „Makoschau”, „Monopol”, „Recht„, „Alphons”, „Babinietz”, „Radowitz”, „Otto-Gustaw”, „Hugosfreude”, „Deutsche Einheit”, „Friedrich Eduard”, „Direction” i wielu innych. W 1922 roku odłączono dwa szyby: „Guido” i „Delbrück”. Kopalnię przejął skarb państwa i wydzierżawił spółce polsko-francuskiej Skarboferm. W czasie II wojny światowej kopalnia zmieniła nazwę na „Rheibabenschächte” i została przejęta przez koncern Preussag. W 1942 roku w kopalni zamontowano parową maszynę wyciągową – po raz ostatni na Górnym Śląsku. Od 1945 do 1957 należała do Gliwickiego Zjednoczenia Przemysłu Węglowego. 1 stycznia 1976 została połączona z kopalnią „Zabrze”. W roku 2000 zlikwidowano ruch w części zabrzańskiej kopalni z powodu wyczerpania zasobów złoża. 1 lipca 2016 r. KWK Bielszowice została połączona z KWK Halemba Wirek i KWK Pokój, tworząc jedną kopalnię – KWK Ruda, wchodzącą w skład Polskiej Grupy Górniczej.

## Kopalnia
Obecnie KWK Bielszowice należy do spółki Polska Grupa Górnicza sp. z o.o. i zatrudnia 3461 pracowników (stan na 31.08.2007 r.). Wydobywa ok. 8 100 ton na dobę. Operatywne zasoby węgla wynoszą ok. 156 000 ton. Jest to węgiel gazowo-koksowy i orto-koksowy.
Poziomy wydobywcze znajdują się na głębokości od 840 do 1000 m. W granicach kopalni pozostaje obszar górniczy o powierzchni 34,17 km².
Kopalnia graniczy z następującymi obszarami górniczymi:
- od wschodu - KWK „Pokój” i „Halemba”
- od południa - pole rezerwowe
- od zachodu - KWK „Budryk”, KWK „Makoszowy”, "M-300"
- od północy - z nieistniejącą już KWK „Pstrowski”

Kopalnia w I. półroczu 2014 r. zatrudniała 3419 pracowników i przynosiła straty w wysokości -30,57 zł. na tonie wydobytego węgla.